# Vier-kwadratenidentiteit van Euler
In de wiskunde zegt de vier-kwadratenidentiteit van Euler dat het product van twee getallen, die elk op zich een som van vier kwadraten zijn, zelf ook weer een som van vier kwadraten is. Meer specifiek:
{\displaystyle (a_{1}^{2}+a_{2}^{2}+a_{3}^{2}+a_{4}^{2})(b_{1}^{2}+b_{2}^{2}+b_{3}^{2}+b_{4}^{2})=\,}
{\displaystyle (a_{1}b_{1}-a_{2}b_{2}-a_{3}b_{3}-a_{4}b_{4})^{2}+\,}
{\displaystyle (a_{1}b_{2}+a_{2}b_{1}+a_{3}b_{4}-a_{4}b_{3})^{2}+\,}
{\displaystyle (a_{1}b_{3}-a_{2}b_{4}+a_{3}b_{1}+a_{4}b_{2})^{2}+\,}
{\displaystyle (a_{1}b_{4}+a_{2}b_{3}-a_{3}b_{2}+a_{4}b_{1})^{2}.\,}
Euler schreef in een brief van 4 mei 1748 aan Goldbach over deze identiteit. (maar hij gebruikte een andere tekenconventie dan die hierboven wordt gebruikt). Het kan worden bewezen met elementaire algebra en geldt in iedere commutatieve ring. Als de {\displaystyle a_{k}} en {\displaystyle b_{k}} reële getallen zijn, is er een eleganter bewijs beschikbaar: de identiteit drukt het feit uit dat de absolute waarde van het product van twee quaternionen gelijk is aan het product van hun absolute waarden, op dezelfde manier als de tweekwadratenidentiteit van Brahmagupta-Fibonacci dit doet voor complexe getallen.

## Voetnoten
1. ↑  Leonhard Euler: Life, Work and Legacy, R.E. Bradley en C.E. Sandifer (eds), Elsevier, 2007, blz. 193
2. ↑  'Mathematical Evolutions, A. Shenitzer en J. Stillwell (red.), Math. Assoc. Amerika, 2002, blz. 174